# Mordekhay Gur
Mordekhay "Motta" Gur (en hebreu: מרדכי "מוטה" גור, Jerusalem, 6 de maig de 1930 – Tel-Aviv, 16 de juliol 1995) va ésser un militar i polític israelià.
Va arribar a tinent general de l'exèrcit israelià, Cap d'Estat Major, diputat i Ministre. Com a cap de la 55 Brigada de Paracaigudistes (Reserva), Mordekhay Gur va liderar els primers soldats israelians que van entrar a la ciutat vella de Jerusalem durant la Guerra dels Sis Dies per la porta dels lleons (també coneguda com a Porta de Sant Esteve), i els primers a arribar al Mur de les Lamentacions. Les imatges dels paracaigudistes plorant davant del Mur, i la veu de Gur cridant per la radio militar "El turó del Temple és a les nostres mans!!!" va esdevenir un dels símbols més impactants de la guerra per a l'opinió pública israeliana. Va dirigir a l'exèrcit en l'Operació Litani el 1978.
Malalt d'un càncer terminal, es va suïcidar d'un tret al cap el 16 de juliol de 1995, als 65 anys.